# بال‌دار (حشرات)

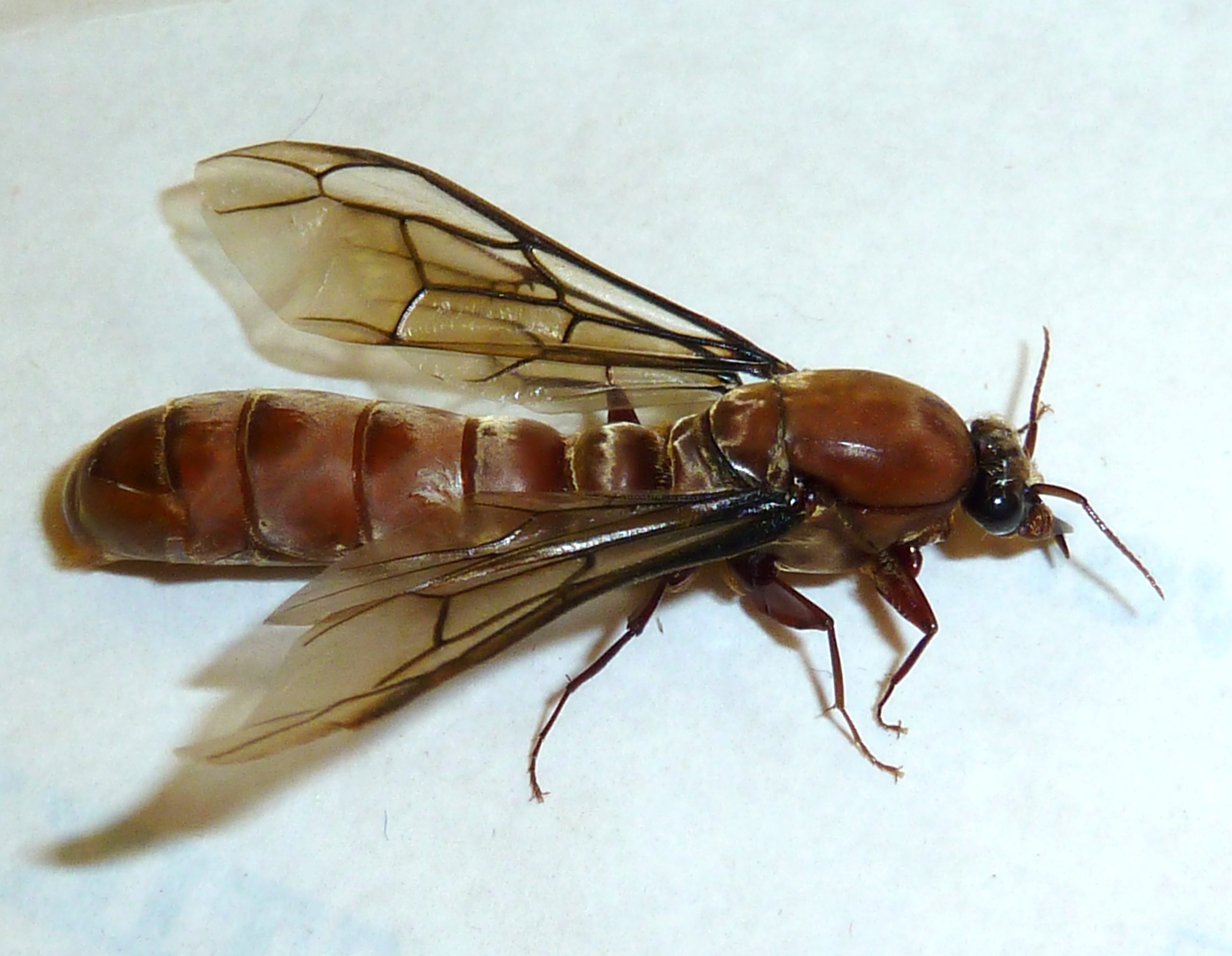
نر بال‌دار مورچه‌های راننده

بال‌دار (به انگلیسی: Alate) (واژهٔ لاتین ālātus، از ala به معنی "بال") صفت و اسمی است که در حشره‌شناسی و گیاه‌شناسی برای اشاره به چیزی که دارای بال یا ساختارهای بال‌مانند است استفاده می‌شود.
در حشره‌شناسی، "بال‌دار" معمولاً به شکل بال‌دار یک حشره اجتماعی، به‌ویژه مورچه‌ها یا موریانه‌ها گفته می‌شود، اگرچه می‌توان آن را برای شته‌ها و برخی از تریپس‌ها نیز به کار برد. بال‌دار یک گروه (کاست) تولیدمثلی بال‌دار از کلونی حشرات اجتماعی به شکل بال‌دار آن است.

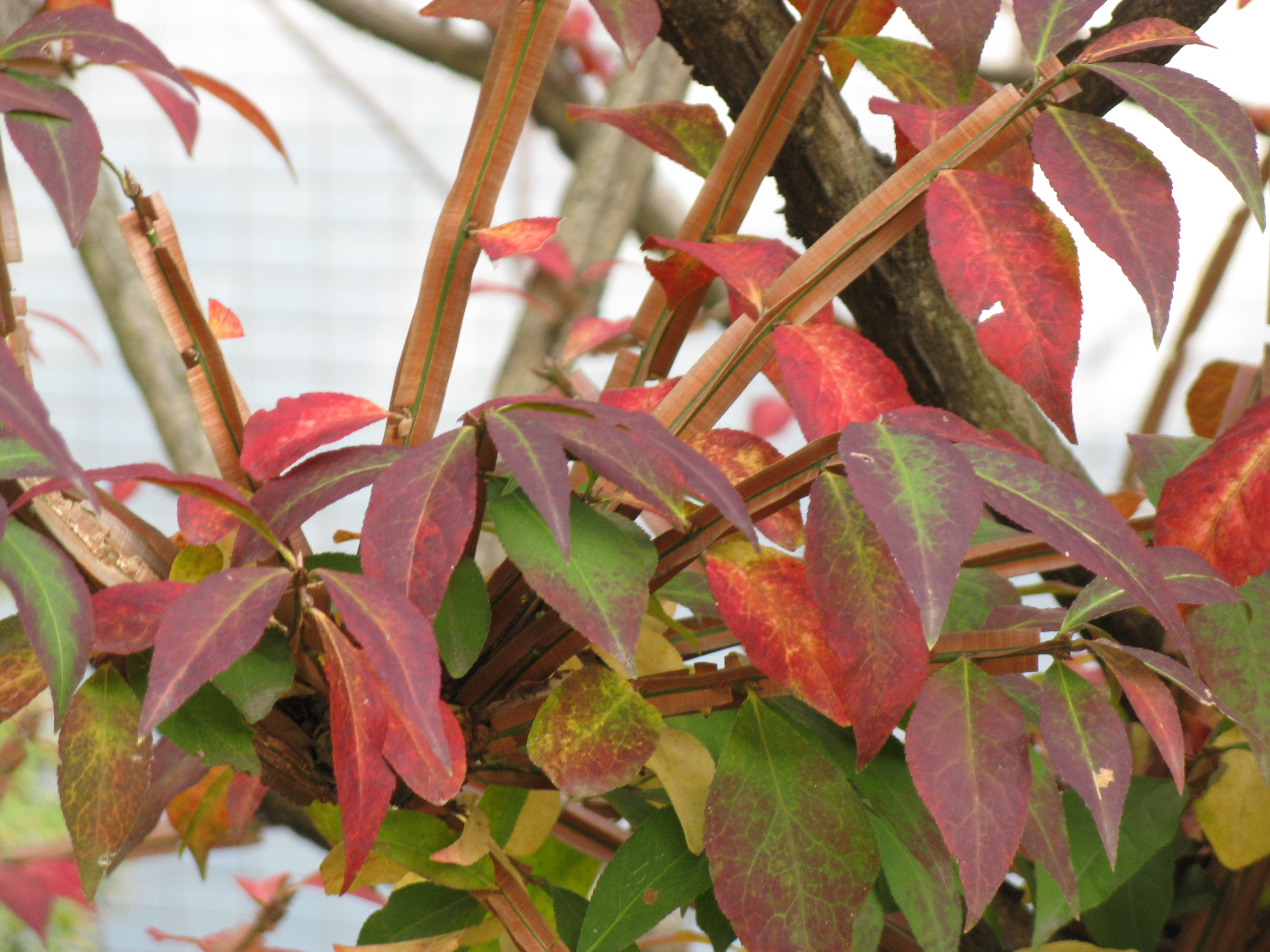
Euonymus alatus ساختارهای بال‌مانندی روی ساقه‌ها دارد

در گیاه‌شناسی "بال‌دار" به ساختارهای بال‌مانند بر روی برخی از دانه‌ها گفته می‌شود که از پراکندگی باد استفاده می‌کنند. همچنین برای توصیف برآمدگی‌های مسطح که به صورت طولی روی ساقه‌ها قرار دارند استفاده می‌شود.